# SAC-B

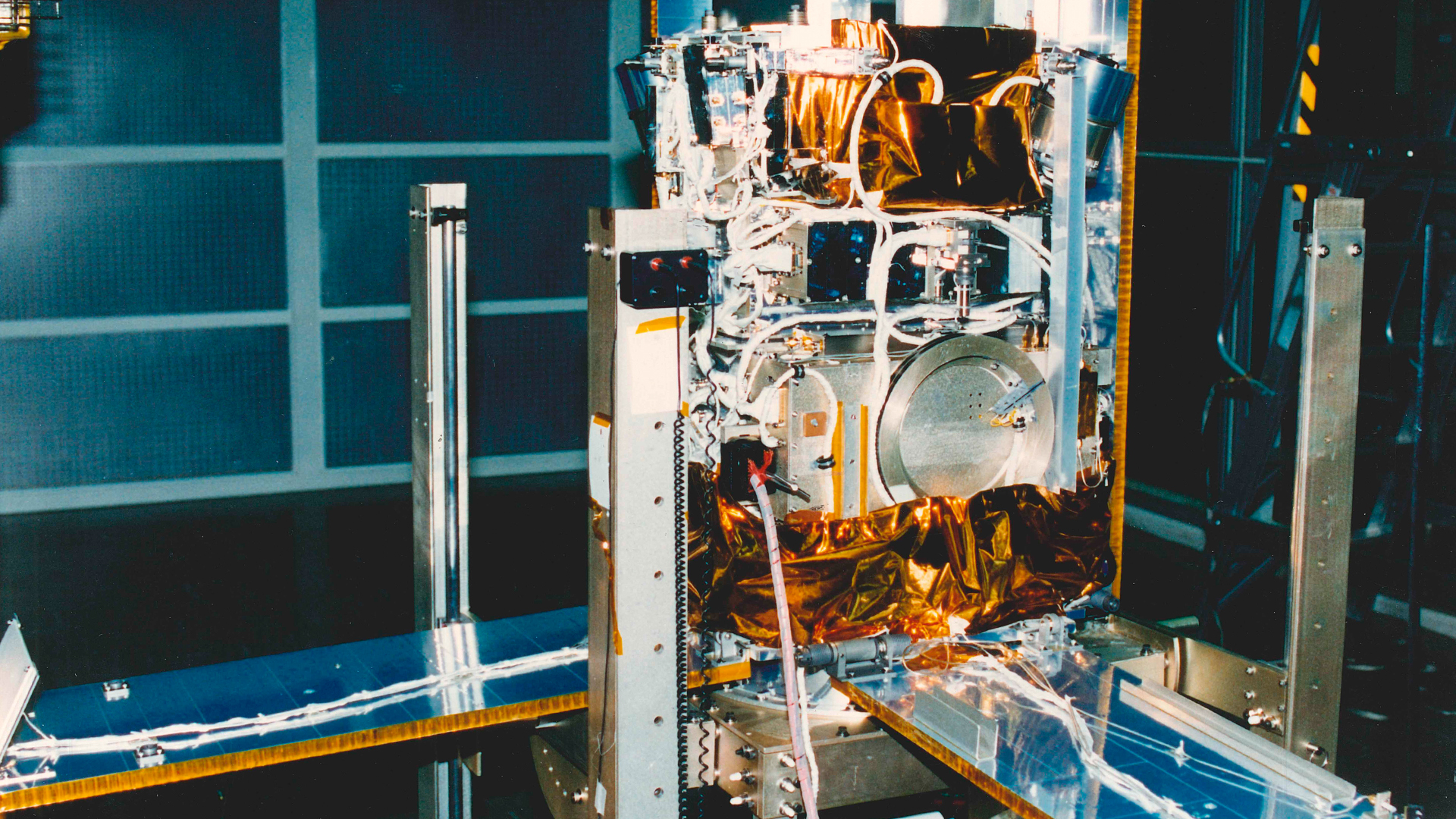
SAC-B

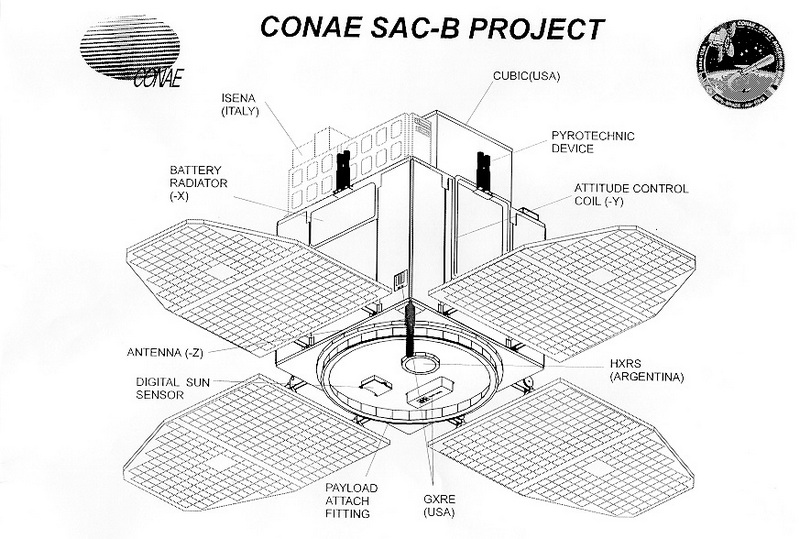

SAC-B (de l'espagnol Satelite de Aplicaciones Cientificas-B, Satellite pour applications scientifiques-B)  est un petit observatoire solaire argentin développé en coopération avec la NASA dont les objectifs étaient l'étude des éruptions solaires, du rayonnement X mou diffus et des sources de sursaut gamma. Il est lancé le 11 avril 1996 mais son activation en orbite échoue à la suite d'une défaillance du troisième étage de son lanceur Pegasus.

## Satellite
SAC-B est un petit satellite parallélépipédique de 80 cm de long avec une section de 62 x 62 cm et une masse de 181 kg. Quatre panneaux solaires sur les quatre faces de 62 x 76 cm fournissent 256 watts en début de mission. L'énergie est stockée dans deux batteries Nickel Cadmium de 10 ampères-heures. La plateforme est stabilisée 3 axes à l'aide de deux roues de réaction et de magnéto-coupleurs. L'ordinateur de bord utilise un microprocesseur 80C86 avec 64 kilooctets de mémoire morte effaçable, 64 kilooctets de mémoire vive pour les programmes et autant pour les données.

### Instruments scientifiques
SAC-B emporte une charge utile constituée de 4 instruments scientifiques :
- le spectromètre HXRS (Hard X-Ray Spectrometer) développé par l'Institut d'astronomie et de physique spatial argentin (IAFE) analyse le rayonnement X dur émis par le Soleil dans la bande des 20  à   320 keV pour permettre l'étude des événements évoluant très rapidement sur le plan temporel (de l'ordre du dixième de milliseconde) ;
- GXRE (Goddard X-Ray Experiment) fourni par le centre de vol spatial Goddard de la NASA comprend deux types de spectromètre : SOXS (Soft X-Ray Spectrometer) analyse les rayons X mous émis lors des éruptions solaires et est complémentaire de HXRS tandis que GRaBS (Gamma Ray Burst Spectrometer) fournit l'évolution temporelle des émissions de rayons X associées aux sursauts gamma non solaires ;
- le spectromètre CUBIC (Cosmic Unresolved X-Ray Background Instrument) fourni par l'Université d'État de Pennsylvanie analyse le rayonnement X diffus compris entre 0,1  et   10 keV  avec une résolution inégalée ;
- le spectromètre ISENA (Imaging Particle Spectrometer for Energetic Neutral Atoms) développé par l'Istituto di fisica dello spazio interplanetario (IFSI) de Rome en Italie mesure les atomes neutres rencontrés sur l'orbite du satellite.

## Déroulement de la mission
SAC-B est lancée le 11 avril 1996 en même temps que HETE par une fusée aéroportée Pegasus. À la suite d'une anomalie de fonctionnement du lanceur, les deux satellites ne sont pas largués et restent solidaires du troisième étage de la fusée. Les panneaux solaires de SAC-B sont déployés mais le système de contrôle d'attitude du satellite ne parvient pas à orienter convenablement le satellite à cause de la masse supplémentaire. Les panneaux solaires mal orientés ne parviennent pas à recharger les batteries et 10 heures après le lancement, les communications s'interrompent faute d'énergie,.